# Guillaume Cliton
Pour les articles homonymes, voir Guillaume de Normandie.
Guillaume de Normandie dit Guillaume Cliton (25 octobre 1102 – Alost, 28 juillet 1128), comte de Flandre de 1127 à 1128, revendique le duché de Normandie et le trône du royaume d'Angleterre.
Cliton est l'équivalent en latin médiéval du terme vieil anglais aetheling, qui servait à désigner les princes des familles royales qui étaient susceptibles d'accéder à la royauté.

## Enfance
Il est le fils du duc de Normandie Robert Courteheuse (v. 1053-1134) et de Sibylle de Conversano († 1103), petit-fils de Guillaume le Conquérant (v. 1027-1087) et de Mathilde de Flandre († 1083), elle-même fille du comte Baudouin V et d'Adèle de France. Il est donc le cousin du comte Charles Ier de Flandre, son prédécesseur, mort assassiné, sans enfant.
Après la défaite et la capture de son père par son frère le roi d'Angleterre Henri Ier Beauclerc à la bataille de Tinchebray (28 septembre 1106), le jeune Guillaume tombe entre les mains du roi, son oncle. Henri Ier le confie à la garde du comte d'Arques, Hélias de Saint-Saëns, qui a épousé une demi-sœur de Guillaume, une fille naturelle du duc Robert Courteheuse.
À partir de 1109, son oncle Henri Ier est en conflit ouvert avec le roi de France Louis VI le Gros et ses alliés angevins. Guillaume Cliton devient donc un enjeu d'importance, car sa prétention au duché de Normandie est plus légitime que celle d'Henri Ier. Le roi décide donc de le faire arrêter (vers 1109-1110). Mais avec la complicité d'Hélias, le jeune homme s'enfuit de Normandie et se réfugie auprès de divers princes opposés à Henri Ier.
Bientôt, les barons normands mécontents et les ennemis d'Henri Ier forment une coalition qui revendique le duché de Normandie pour Guillaume. Cette revendication sert de prétexte à Louis VI de France, Foulque V d'Anjou et Baudouin VII de Flandre pour s'opposer au roi anglais dont la puissance effraie.
En 1113, Louis et Foulques, défaits militairement, concluent des traités très favorables pour Henri, lui reconnaissant ses droits sur la Normandie. Peu après, Henri consolide encore plus la paix en négociant les fiançailles de son fils Guillaume Adelin avec Mathilde, une fille du comte d'Anjou.

## Exil
Entretemps, Guillaume Cliton s'est réfugié à la cour de Flandre, auprès du comte Baudouin VII. Il l'aurait rejoint à l'âge de 13 ans, et aurait été adoubé à 16.
À partir de 1114, le comte de Flandre mène des raids en Normandie en soutien de son protégé. À partir de 1117, ses raids dans le nord-est reçoivent un certain soutien local. Certains barons se déclarent alors ouvertement pour Guillaume Cliton, et bientôt le roi de France et le comte d'Anjou brisent la paix établie depuis 1113. Entre les étés 1118 et 1119, Henri Ier est en guerre ouverte contre cette coalition d'ennemis. C'est la période la plus difficile de son règne. Mais le souverain prend le dessus après la mort au combat du comte de Flandre, la paix arrangée avec le comte d'Anjou par le mariage de leurs enfants, et la lourde défaite infligée au roi de France à la bataille de Brémule (20 août 1119). En Normandie, la rébellion est matée.
Ses espoirs envolés, Guillaume Cliton rencontre Henri Ier en octobre 1119, pour lui demander de libérer son père, promettant de s'exiler tous deux à Jérusalem. Doutant de sa parole, Henri refuse. Néanmoins, il cherche à l'attirer à sa cour en lui promettant un statut équivalent à celui d'un comte avec autorité sur trois comtés. Guillaume Cliton refuse et reste en exil. En 1120, les rois français et anglais concluent un nouveau traité favorable à Henri Ier.

## Seconde rébellion normande
La cause de Guillaume renaît avec la mort de Guillaume Adelin, le fils et héritier d'Henri Ier, dans le naufrage de la Blanche-Nef, le 25 novembre 1120. En 1123, il obtient la main de Sibylle, une fille cadette de Foulque V d'Anjou. Un nouveau noyau de supporteurs se forme en Normandie. Au cours de cette année et de la suivante, il s'ensuit une révolte en sa faveur menée par Amaury III de Montfort, le comte d'Évreux, et Galéran IV, le comte de Meulan. Mais cette rébellion est matée le 25 mars 1124, lorsque les officiers militaires de la maison royale, notamment Ranulf le Meschin, comte de Chester, capturent ses meneurs dans une embuscade près de Bourgtheroulde. Poursuivant avec acharnement son ennemi, Henri Ier obtient même du pape l'annulation du mariage de Guillaume Cliton pour cause de consanguinité.

## Comte de Flandre
En janvier 1127, Louis VI de France décide de lui arranger un mariage avec Jeanne de Montferrat, une demi-sœur d'Adèle de Savoie, son épouse. Il lui confie aussi le Vexin français et décide de le soutenir de tout son poids, maintenant que Henri Ier a décidé de faire reconnaître sa fille Mathilde l'Emperesse comme son héritière. Immédiatement, Cliton franchit la frontière normande et assiège la forteresse de Gisors et revendique à nouveau le duché.
Charles le Bon est assassiné durant une messe, le 2 mars 1127, et ne laisse aucun héritier. Étant le petit-fils de Mathilde de Flandre et l'arrière-petit-fils de Baudouin V de Flandre, Guillaume revendique alors, avec la bénédiction et l'appui de son beau-frère Louis VI, le comté de Flandre. En dépit des droits du comte Baudouin IV de Hainaut, et en présence des barons flamands rassemblés le 23 mars 1127 à Arras, Louis VI, en tant que suzerain, intervient et impose l'investiture du comté de Flandre à Guillaume. Le roi de France montre sa force en mettant le siège devant Lille puis, le 6 avril 1127, se rend à Bruges pour assister aux mutuelles prestations de serments du nouveau comte et de ses barons. Guillaume, en promettant notamment l’abolition du tonlieu et du cens, jure de respecter les lois et les privilèges des villes. C'est à ce moment-là que Saint-Omer reçoit une charte communale (14 avril 1127).
Cependant la partie n’est pas jouée, puisque, outre Baudouin IV de Hainaut qui s’empare d’Audenarde, les prétendants au titre sont nombreux. On compte sur cette liste : Guillaume d'Ypres, petit-fils de Robert Ier de Flandre par les mâles, mais d’une branche naturelle ; Thierry d'Alsace, également petit-fils de Robert Ier de Flandre par sa mère Gertrude de Flandre ; Arnoul de Danemark, fils aîné de la sœur de Charles le Bon. Guillaume défait d’abord Arnoul de Danemark, retranché dans Saint-Omer ; puis, aidé de Louis VI, vainc Guillaume d’Ypres et Baudouin IV.
Son expérience militaire ne lui sert guère dans cette Flandre où la société change rapidement avec le développement de l'industrie de la laine. Guillaume Cliton se rend rapidement odieux à ses nouveaux sujets : non seulement il ne respecte ni ses engagements, ni même ses serments, mais en plus il lève de nouveaux impôts sur les marchés (tonlieux) et de nouvelles redevances sur les maisons (cens), qu’il fait récolter par la violence. Le comte projette toujours de reconquérir la Normandie et agit classiquement en féodal. C’est sans compter sur la réaction des villes, de plus en plus florissantes, très soucieuses de leur liberté. Qui plus est, Guillaume ne donne pas les signes d’une vie chrétiennement irréprochable[réf. nécessaire].
Des émeutes éclatent à Saint-Omer et à Lille, après l’arrestation le 1er août 1127 d’un de ses serfs sur la place de Lille en pleine foire (ce qui est interdit). Le 17 septembre suivant c'est la commune de Bruges qui gronde. Ces révoltes sont alors matées et le comte Guillaume exige une lourde amende[réf. nécessaire]. Mais il ne peut empêcher Gand et Bruges de reconnaître Thierry d’Alsace comme comte. En 1128, c’est toute la Flandre impériale qui se rallie au Lorrain, tout comme la majorité des barons de la Flandre royale, appuyés en sous-main par le roi Henri Ier d’Angleterre, qui exploite ces tensions. Louis VI fait lancer l’interdit sur la Flandre, excommunier Thierry d'Alsace, et assiège Lille où ce dernier s’est enfermé. Mais il se retire rapidement, car Henri Ier a amassé une armée au château d'Épernon.
Après avoir levé le siège de Lille le 21 mai 1128, Guillaume, appuyé par Godefroid le Barbu, remporte la victoire à Tielt ainsi qu’au château d’Oostkamp et encercle Thierry à Alost où l’a conduit sa fuite de Lille.
C’est là que le 27 juillet 1128, Guillaume est atteint d’un trait d’arbalète. Il meurt peu après. Il ne laisse aucun enfant et Thierry d'Alsace récupère la Flandre.